# Suleiman Nabulsi
Suleiman Nabulsi (1908, Salt, Imperio otomano - 14 de octubre de 1976, Amán, Jordania, en árabe: سليمان النابلسي‎) fue un político jordano que fungió como primer ministro de Jordania de 1956 a 1957.

## Juventud y carrera profesional
Nabulsi nació en Al-Salt, Jordania, en 1908, durante el periodo otomano. Los antepasados de la familia habían servido en las unidades selectas otomanas de los cipayos que habían acudido a la región en 1657 a someter el Yebel Naplusa al Gobierno del sultán. La familia pronto se integró en la clase mercantil de la localidad de Naplusa, cuyo nombre adoptó: al-Nabulsi («de Naplusa»).
Suleiman Nabulsi se graduó en Derecho y Ciencias Sociales en la Universidad Americana de Beirut a principios de la década de 1930. Posteriormente, trabajó brevemente de profesor en Al Karak, población en la fomentó un «sentimiento de hermandad árabe» que originó la primera manifestación local contra la Declaración Balfour. Como consecuencia, las autoridades británicas de la administración colonial lo transfirieron a una escuela secundaria en su ciudad natal, Al-Salt. Luego se trasladó a Amán, en 1932. Más tarde ingresó en el funcionariado y finalmente se lo nombró director del Banco Agrícola, estatal, puesto que desempeñó hasta 1946. En 1945, las autoridades británicas lo acusaron de agitar en Jerusalén contra una concesión a una compañía judía. A su regreso a Jordania, fue detenido en el puente Allenby y deportado a Shawbak, en la Jordania meridional.

## Carrera política
De 1947 a 1949, Nabulsi fue ministro de Economía y Finanzas, cargo que desempeñó nuevamente de 1950 a 1951. En el periodo intermedio, pasó nueve meses en la cárcel de Amán por escribir un artículo en el que condenaba el tratado anglo-jordano de 1948. Aun así, como sucedió con la mayoría de los políticos contemporáneos, sus actividades de oposición no perjudicaron su carrera política. Cuando ingreso en el Gobierno como ministro de Finanzas en 1950, el rey Abd Allah le otorgó el título de bajá. En 1953, se lo nombró embajador en el Reino Unido, puesto que mantuvo hasta 1954, cuando retornó a Amán. Su experiencia en Londres le hizo un decidido nacionalista árabe y antisionista. Su nacionalismo le indispuso con el rey Husein, que lo expulsó de la capital y desterró a provincias. Fue entonces cuando fundó el Partido Socialista Nacional (PSN), del que fue elegido dirigente. Para muchos de sus partidarios fue pronto el Za'im al-Watani («el caudillo nacionalista»). En julio de 1956, Nabulsi dio un discurso alabando al presidente egipcio Gamal Abdel Nasser por nacionalizar el canal de Suez y destacando su liderazgo en el mundo árabe.
Nabulsi forjó un pacto electoral entre su partido, la agrupación jordana del Baaz y el Partido Comunista Jordano (PCJ), que se presentó a los comicios como el Frente Nacional (FN); este exigió eliminar la influencia extranjera de Jordania; colaborar política, económica y militarmente con los Estados nacionalistas árabes; y ayudar a otros Estados árabes en su lucha en contra imperialismo. El FN no logró, empero, obtener la mayoría en el Parlamento jordano, compuesto por cuarenta escaños, supuestamente debido a que los aliados políticos del rey amañaron las votaciones. Pese a ello,  obtuvo doce escaños y devino el mayor grupo de la Cámara. Como dirigente del FN, Nabulsi logró impedir que Jordania ingresase en la Organización del Tratado Central (conocida como el «Pacto de Bagdad») fundada en 1955 y luego consiguió que el rey Husein disolviese el Parlamento.

### Primer ministro de Jordania

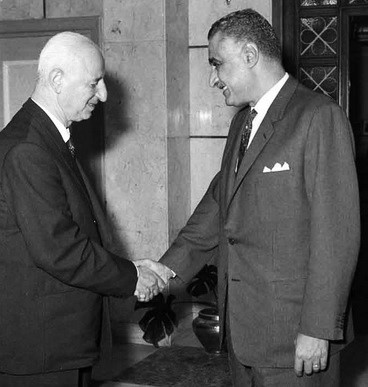
Nabulsi con el presidente egipcio Gamal Abdel Nasser en El Cairo. Nabulsi encabezaba la delegación jordana que había acudido a la Conferencia Parlamentaria Árabe de 1968.

En las elecciones parlamentarias de octubre de 1956, el FN obtuvo dieciséis escaños y el rey encargó a Nabulsi que formase el nuevo gabinete. Una de sus primeras medidas como presidente del Gobierno fue unir la Legión Árabe y la Guardia Nacional, dominada por los palestinos, gracias a lo cual se formó el Ejército jordano, compuesto por treinta y cinco mil soldados. Dos días después de asumir la presidencia del Gobierno, una liga formada por el Reino Unido, Francia, e Israel invadió Egipto. El rey Husein, encolerizado por la acción de la coalición, deseaba ayudar militarmente a Egipto, pero Nabulsi prefirió esperar al resultado de la invasión. Finalmente, Hussein accedió a no auxiliar militarmente al país vecino.
Nabulsi decidió también establecer relaciones diplomáticas con la Unión Soviética y permitió que el PCJ publicase un semanario. El 2 de febrero de 1957, el rey se opuso a esta medida en un discurso dirigido al primer ministro en el que declaró: «queremos que este país sea inaccesible a la propaganda comunista y a las teorías bolcheviques». De acuerdo con los deseos del monarca, Nabulsi prohibió la publicación del PCJ. Por otra parte, Nabulsi era un conocido admirador de Nasser y abogó porque Jordania formase una federación árabe con Egipto y Siria, lo que hubiese reducido el papel del rey a tareas protocolarias.
Las relaciones entre el Gobierno y el rey se tensaron todavía más cuando este despachó emisarios personales a El Cairo, Damasco, y Yeda en marzo de 1957 con mensajes que no había acordado con el gobierno. Nabulsi reaccionó presentando al soberano varias peticiones para jubilar a diversos altos cargos de la Administración; si Husein las rechazaba, el primer ministro amenazó con dimitir y organizar protestas en las calles. Husein pareció contemporizar pero cuando Nabulsi le presentó una nueva lista de personas que debían ser destituidas, le envió una carta en la que le advertía de que podía ser relevado del cargo. El 8 de abril, una brigada del Ejército al mando de Nader Rashid, un oficial nacionalista árabe, partió de la guarnición de Zarqa —por orden del jefe del Estado Mayor, el también nacionalista, Ali Abu Nuwar, y sin contar con autorización de Husein— y tomó el control de la carretera de acceso a Amán. Al enterarse de la maniobra, el rey ordenó a la brigada que volviese a su base y esta cumplió la orden. Husein consideró que las acciones de Nuwar y Rashid eran parte de una conspiración para derrocarlo e integrar el país en la República Árabe Unida. Dos días más tarde, algunos altos cargos de la Administración Pública fieles a Husein obtuvieron el cese de Nabulsi.
El 15 de abril, Fajri al-Jalidi formó un nuevo Gobierno, en el que Nabulsi obtuvo la cartera de Asuntos Exteriores. Tanto la tensión entre los nacionalistas árabes y los oficiales monárquicos como el descontento popular aumentaron; los nacionalistas y izquierdistas reclamaban que Nabulsi recuperase la Presidencia del Gobierno, mientras que los monárquicos y los islamistas respaldaban a Husein. El 22 de abril, Nabulsi asistió al Congreso Patriótico en Naplusa, que reunió a los adversarios de la monarquía. La conferencia exigió la federación con la República Árabe Unida, la formación de una junta presidencial de dieciséis miembros, una purga de «traidores y elementos conspiradores» y proclamó una huelga general para presionar al rey jordano. Por insistencia del Ejército, dominado completamente por los monárquicos después de que unos días antes Husein hubiese desterrado a Abu Nuwar, Nabulsi dimitió de nuevo el 23 de abril. Al día siguiente estallaron las protestas en Cisjordania y en Amán en las que los manifestantes exigían que Nabulsi volviese al Gobierno. Hussein declaró la ley marcial el 25 de abril; se disolvieron todos partidos políticos y Nabulsi quedó en arresto domiciliario, aunque sin cargos. El rey lo perdonó y liberó el 13 de agosto de 1961.
En 1968, se formó el Partido de Reunión Nacional, que presidió Nabulsi. Entre sus militantes se contaban miembros de partidos políticos prohibidos. El 28 de abril de ese año, Nabulsi encabezó la delegación parlamentaria jordana que participó en la Conferencia Parlamentaria Árabe en El Cairo.